# Trinitrotolueno
Trinitrotolueno (/ˌtraɪˌnaɪtroʊˈtɒljuiːn/), mais comumente conhecido como TNT, mais especificamente 2,4,6-trinitrotolueno, e por seu IUPAC preferido nome 2-metil-1,3,5-trinitrobenzeno, é um composto químico com a fórmula C6H2(NO2)3CH3. O TNT é ocasionalmente usado como reagente em síntese química, mas é mais conhecido como um material explosivo com propriedades de manuseio convenientes. O rendimento explosivo do TNT é considerado a convenção comparativa padrão de bombas e impactos de asteroides. Em química, o TNT é usado para gerar sais de transferência de carga.

## História
O TNT foi preparado pela primeira vez em 1863 pelo químico alemão Julius Wilbrand e originalmente usado como corante amarelo. Seu potencial como explosivo não foi reconhecido por três décadas, principalmente porque era muito difícil de detonar porque era menos sensível que as alternativas. Suas propriedades explosivas foram descobertas pela primeira vez em 1891 por outro químico alemão, Carl Häussermann. O TNT pode ser derramado com segurança quando líquido em estojos e é tão insensível que foi isento da Lei de Explosivos do Reino Unido de 1875 e não foi considerado um explosivo para fins de fabricação e armazenamento.
As forças armadas alemãs o adotaram como um enchimento para projéteis de artilharia em 1902. Projéteis perfurantes cheios de TNT explodiriam depois de penetrarem na blindagem dos navios capitais britânicos, enquanto os projéteis cheios de lidita britânica tendiam a explodir ao atingir a armadura, assim gastando grande parte de sua energia fora do navio. Os britânicos começaram a substituir a lidita por TNT em 1907.
A Marinha dos Estados Unidos continuou enchendo projéteis perfurantes com explosivo D depois que algumas outras nações mudaram para TNT, mas começaram a encher minas navais, bombas, cargas de profundidade e ogivas de torpedo com cargas de explosão de TNT bruto de grau B com a cor de açúcar mascavo e exigindo uma carga de reforço explosivo de TNT granular cristalizado grau A para detonação. Os projéteis altamente explosivos foram preenchidos com TNT grau A, que se tornou preferido para outros usos, pois a capacidade química industrial tornou-se disponível para a remoção de xileno e hidrocarbonetos semelhantes da matéria-prima de tolueno e outros subprodutos de isômeros de nitrotolueno das reações de nitração.

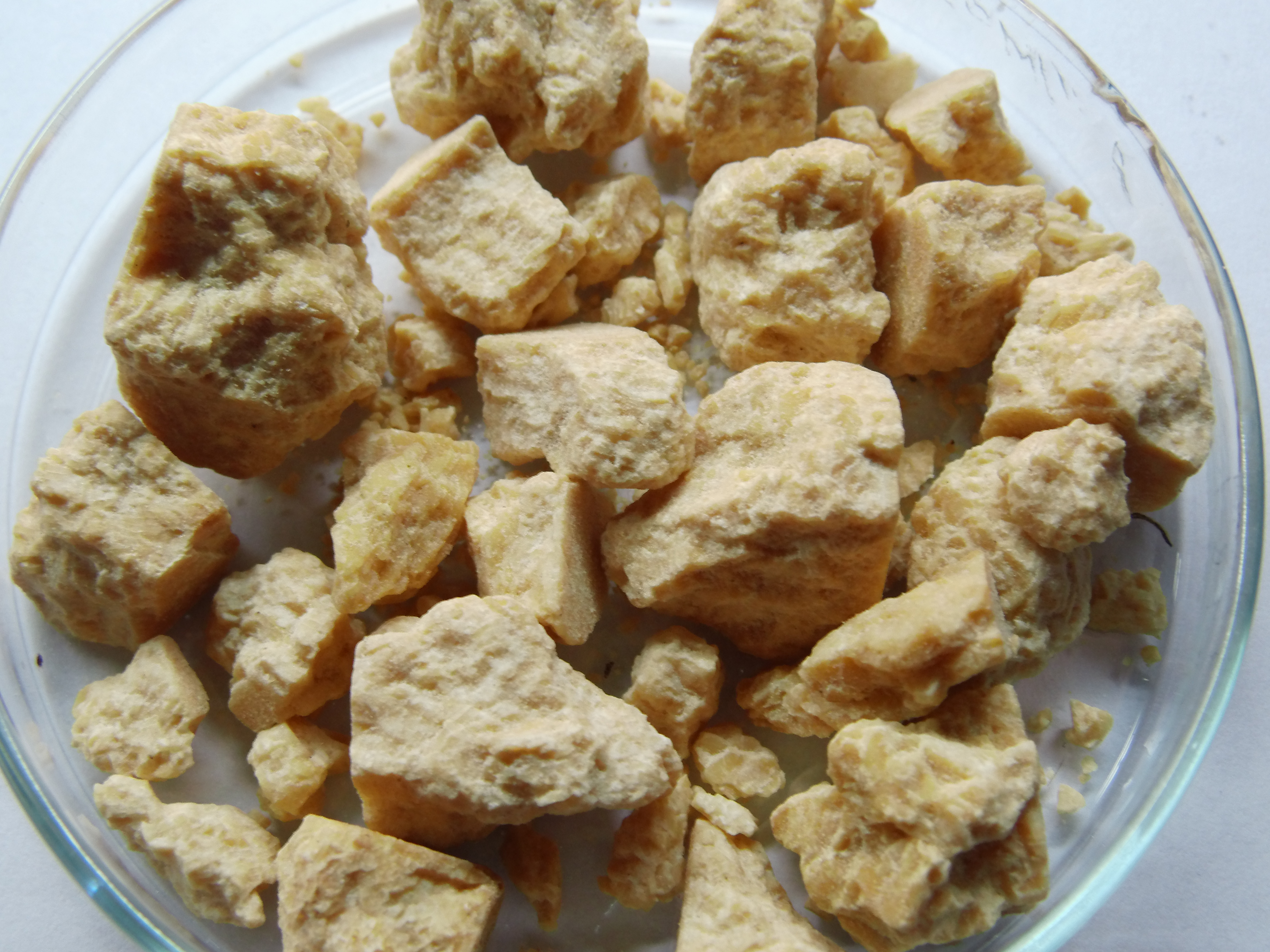
Pedaços de TNT para explosivos
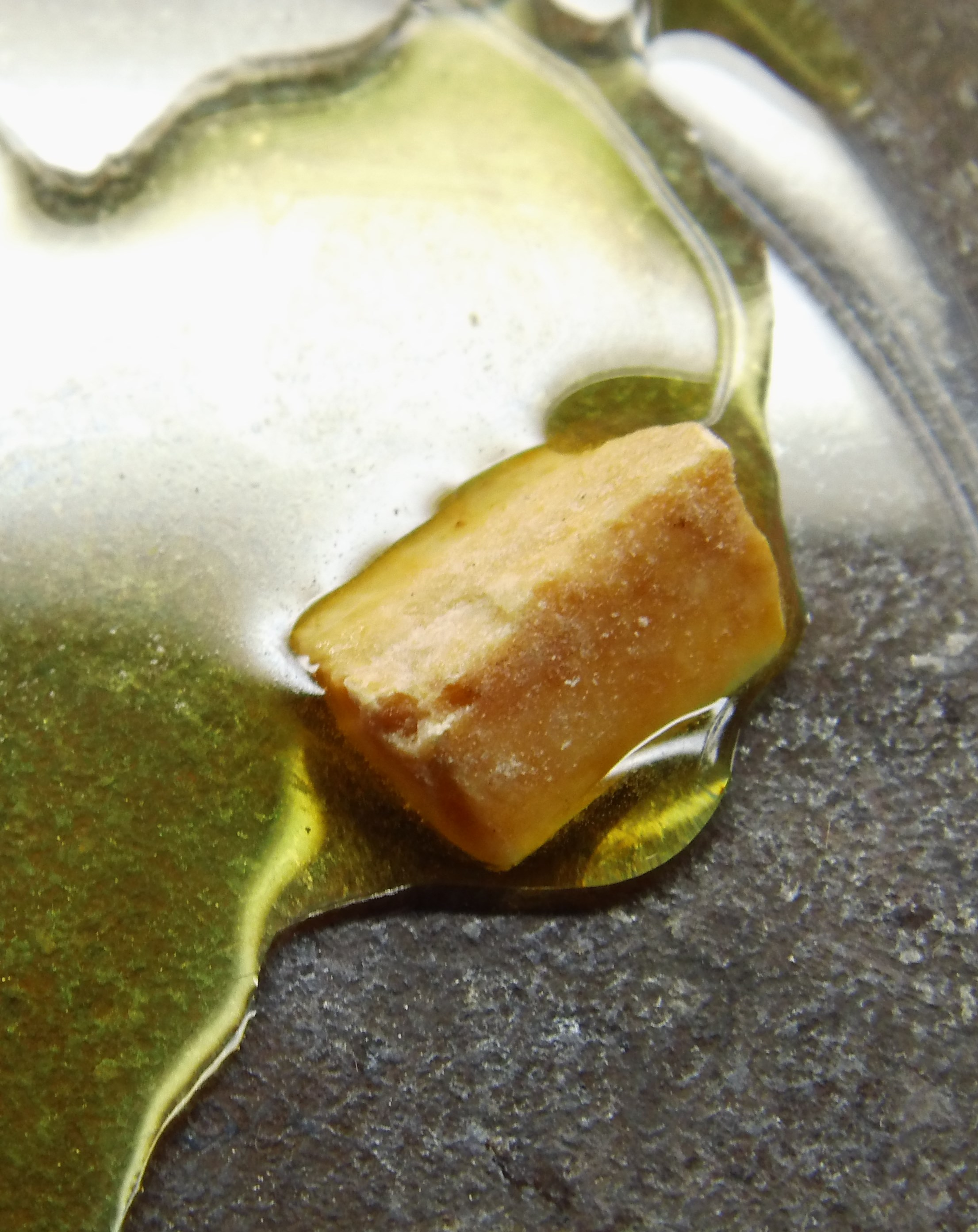
Trinitrotolueno derretendo a 81°C (178°F)
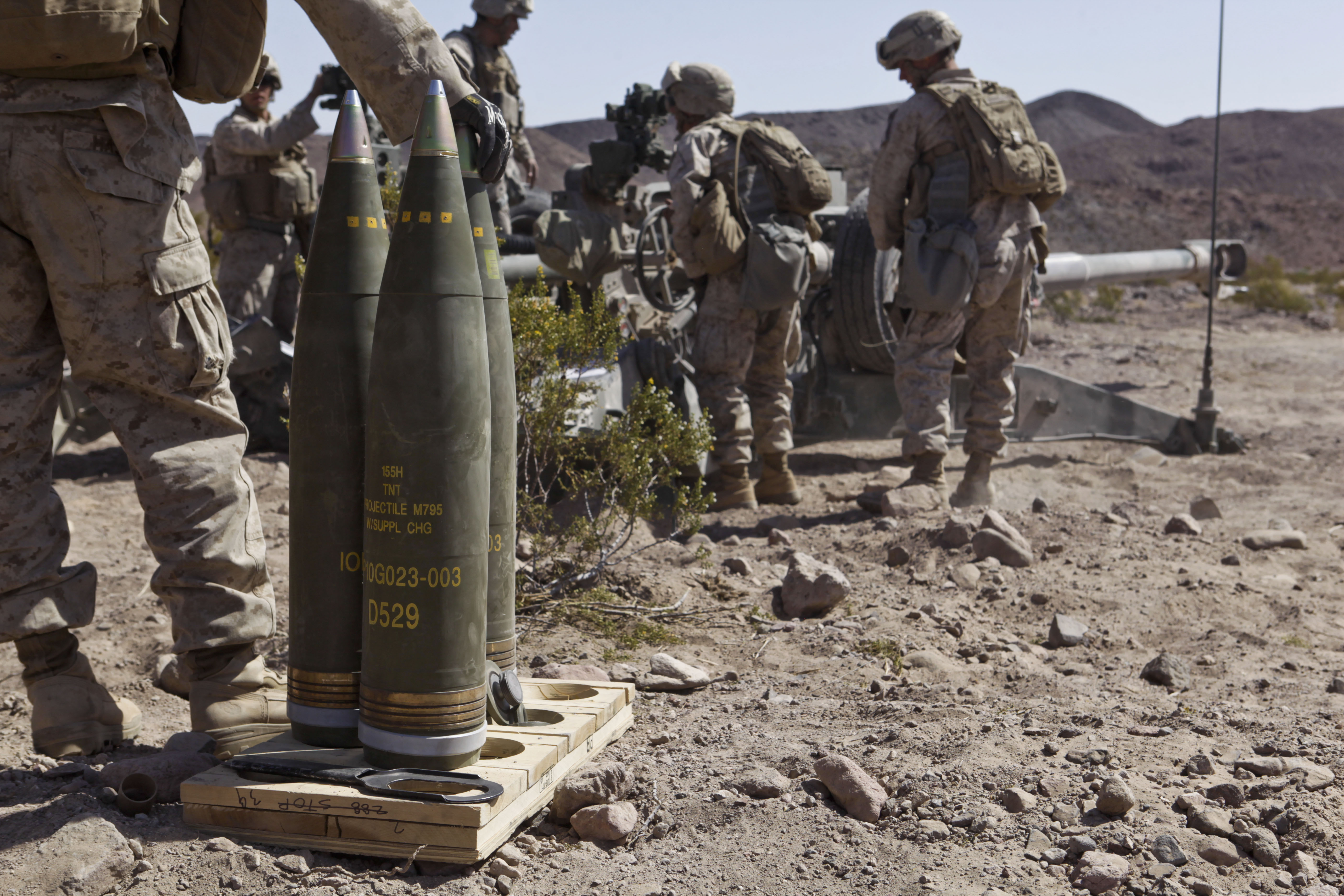
Projéteis de artilharia M795 com espoletas montadas, rotuladas para indicar um enchimento de TNT
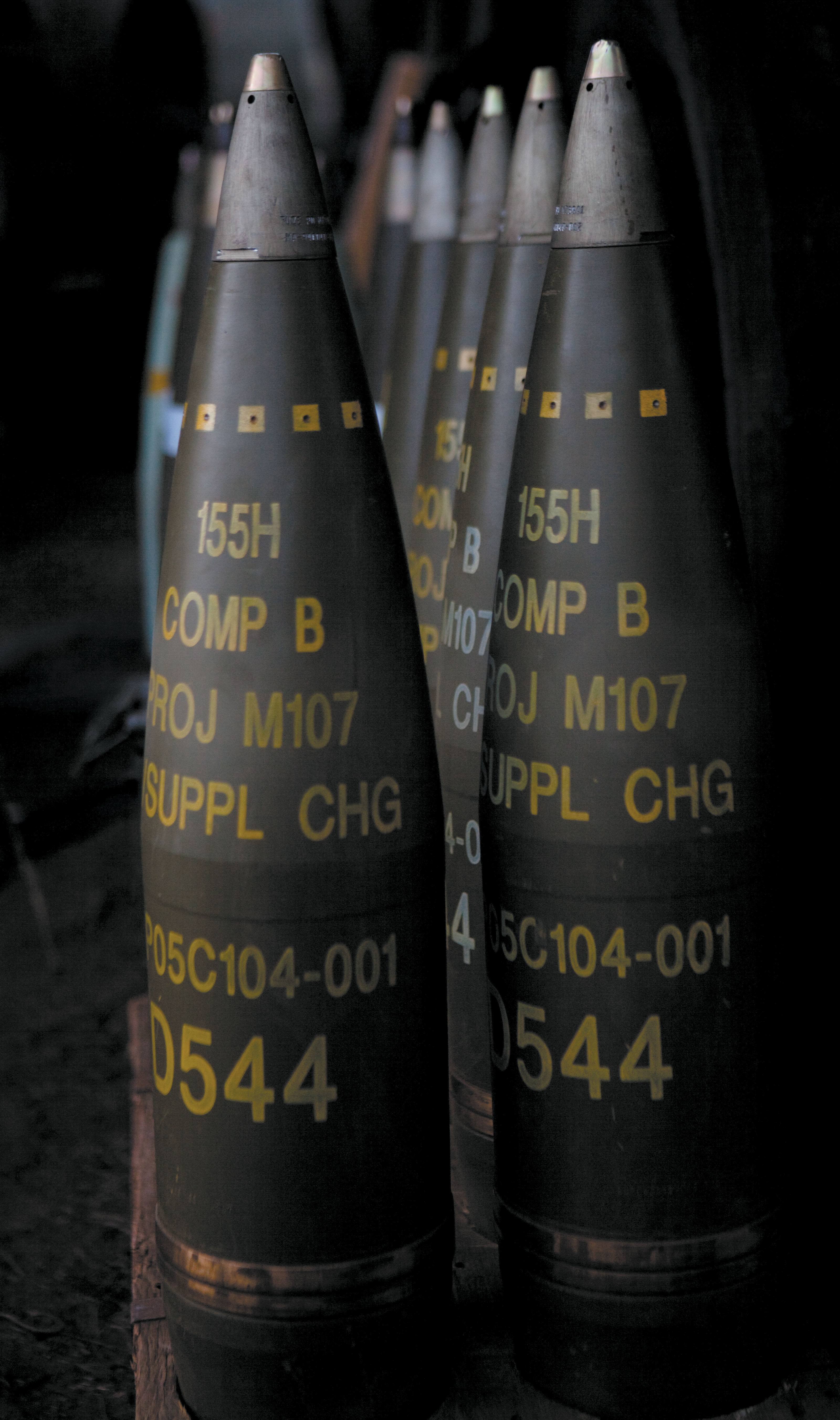
Projéteis de artilharia M107. Todos são rotulados para indicar um enchimento de "Comp B" (mistura de TNT e RDX) possuem espoletas instaladas
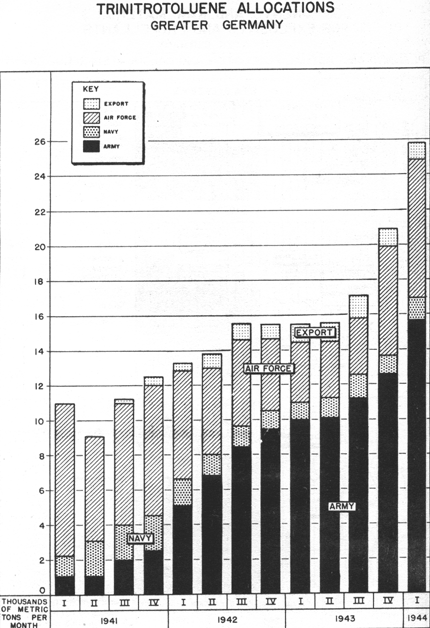
Análise da produção de TNT por ramo das forças armadas alemãs entre 1941 e o primeiro trimestre de 1944, mostrada em milhares de toneladas por mês
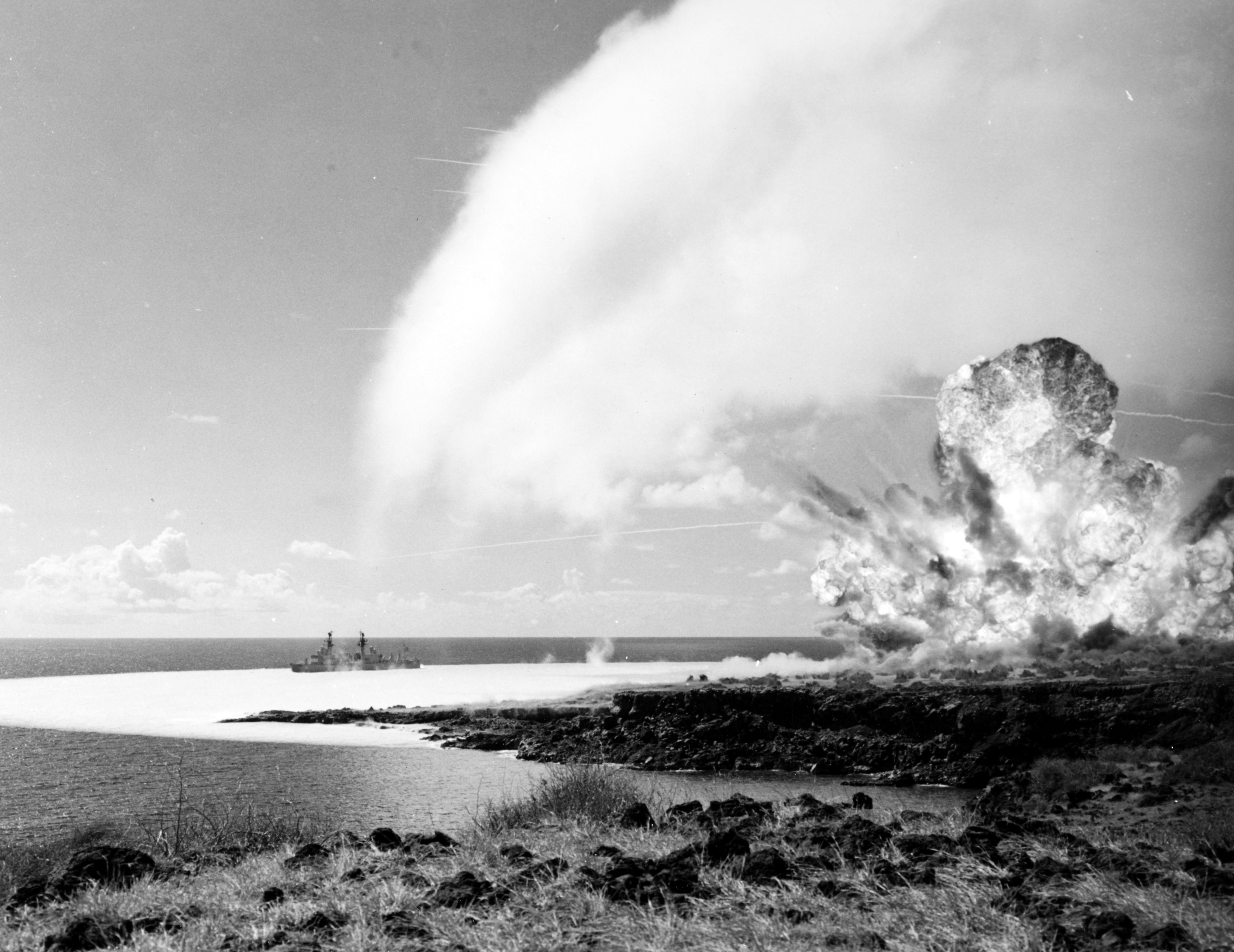
Detonação da carga explosiva de quinhentas toneladas de TNT como parte da Operação Sailor Hat em 1965. A onda de choque que passou deixou uma superfície de água branca para trás e uma nuvem de condensação branca é visível acima